# Mañeru
Mañeru – gmina w Hiszpanii, w Nawarze, o powierzchni 12,98 km². W 2022 roku gmina liczyła 436 mieszkańców.